# Palaeosinopa
Palaeosinopa ist eine heute ausgestorbene Säugetiergattung aus der Familie der Pantolestidae. Die Tiere ähnelten heutigen Insektenfressern und lebten vom Oberen Paläozän bis zum Unteren Eozän vor 59 bis 48 Millionen Jahren. Nachweise sind vorwiegend aus Nordamerika, seltener aus Europa bekannt. Bedeutende Funde, darunter auch einige vollständige Skelette, stammen aus dem Nordwesten der USA, herausragend sind hier vor allem das Fossil Butte Member der Green-River-Formation mit einem Alter von etwa 52 Millionen Jahren und die stratigraphisch etwas ältere Willwood-Formation. Die Vertreter von Palaeosinopa waren durch einen robusten Körperbau und einen langen Schwanz gekennzeichnet. Eher urtümlich erschienen die kürzeren Vorderbeine gegenüber den längeren Hinterbeinen. Aufgrund des Körperbaus wird für die Tiere eine semiaquatische Lebensweise rekonstruiert, der Aufbau des Gebisses wiederum spricht für überwiegend tierische Nahrung. Dadurch scheint Palaeosinopa einen ähnlichen Lebensraum bewohnt zu haben wie heutige Fischotter. Die Forschungsgeschichte der Gattung reicht zum Beginn des 20. Jahrhunderts zurück, Fossilfunde wurden zwar schon früher bekannt, allerdings anderen Säugetierformen zugewiesen.

## Beschreibung
Palaeosinopa war ein mittelgroßer Vertreter insektenfresserartiger Säugetiere. Große Tiere erreichten anhand einiger vollständiger Skelette aus dem Fossil Butte Member der Green-River-Formation eine Kopf-Rumpf-Länge von 57 cm. Hinzu kam noch ein bis zu 51 cm langer Schwanz, der somit die Länge des Rumpfes erreichte und dadurch ein charakteristisches Merkmal darstellte. Das vermutete Körpergewicht lag bei rund 5 kg. Palaeosinopa besaß einen kompakten Körperbau mit kurzen Gliedmaßen, wobei die hinteren länger als die vorderen waren. Dies stellt ein eher urtümliches Merkmal für Höhere Säugetiere dar, ebenso wie der nach oben geschwungene Rückenverlauf. Dadurch ähnelte Palaeosinopa seinem europäischen Verwandten Buxolestes, war aber nicht ganz so robust wie dieser und teilweise größer.

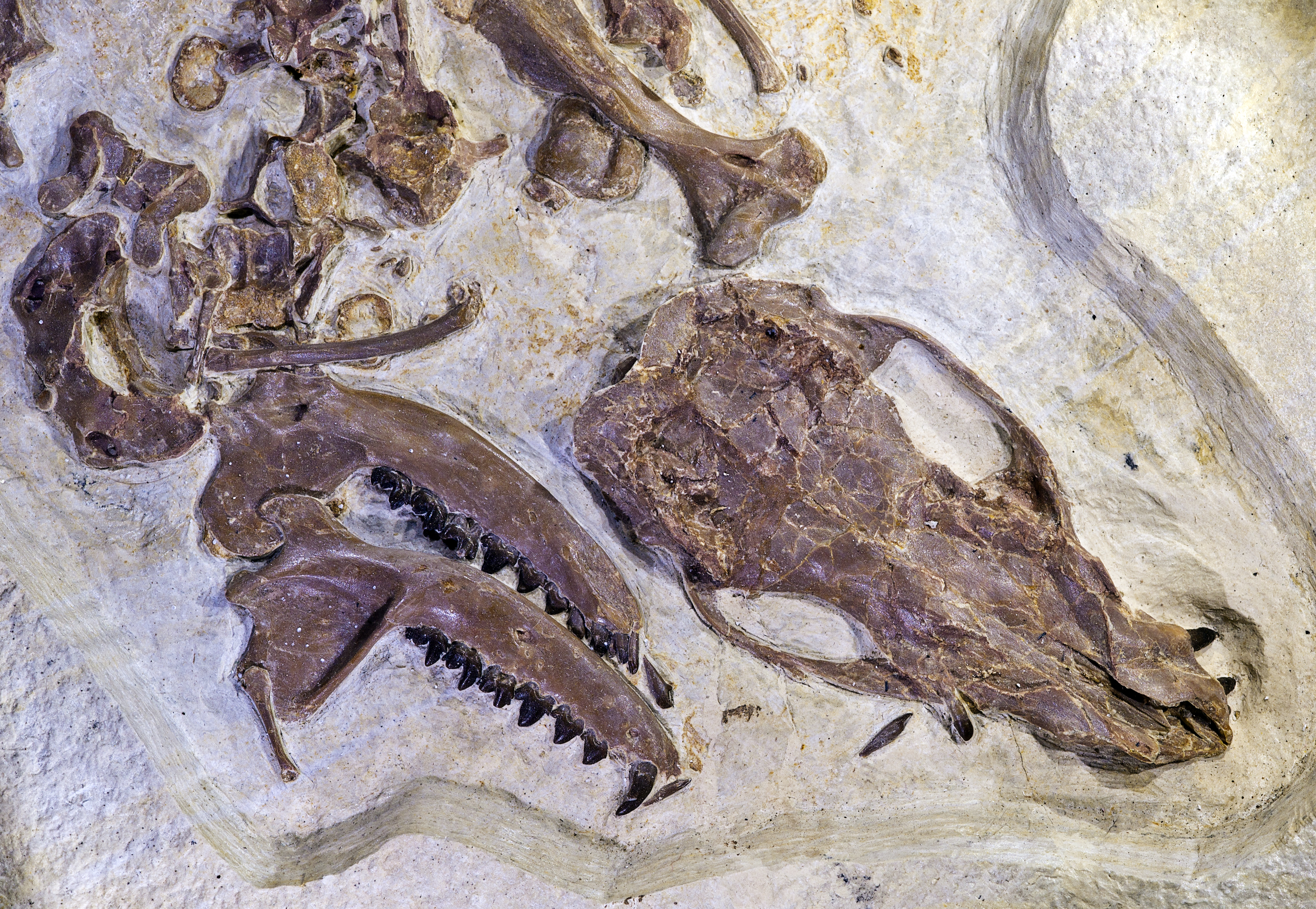
Schädel und Unterkiefer von Palaeosinopa

Der Schädel maß rund 8,8 bis 9,1 cm in der Länge und war relativ flach. Er wies ein nur moderat verlängertes Rostrum auf, dessen größte Breite kurz hinter dem letzten Molar lag. Das Nasenbein war schmal gebaut und weit nach hinten gezogen, so dass es kurz vor der Orbita endete. Zwischen dem Nasenbein und dem Mittelkieferknochen befand sich ein großer Naseninnenraum. Hinter den Augen befand sich eine kleine Verengung (postorbitale Einschnürung), was typisch ist für spätere Vertreter der Pantolestidae. Das Hinterhauptsbein zeigte nach hinten deutliche Streckungen und besaß in der Hinteransicht eine breite Form. Zudem wies es einen kräftigen Nackenwulst als Muskelansatzfläche auf. Auf der Schädeloberseite bildeten die beiden Scheitelbeine einen kleinen und eher schwach geformten Scheitelkamm.
Der Unterkiefer hatte einen kräftigen Bau und maß etwa 5,9 bis 7,6 cm, wobei der Knochenkörper unterhalb des ersten Molaren bis zu 1 cm Höhe erreichte. Die Symphyse war lang und erstreckte sich bis zum zweiten Prämolaren. Das Gebiss umfasste die vollständige Zahnanzahl der frühen Höheren Säugetiere und wies folgende Zahnformel auf: {\displaystyle {\frac {3.1.4.3}{3.1.4.3}}}. Die Schneidezähne des Unterkiefers erreichten in etwa alle die gleichen Ausmaße, im Oberkiefer war der dritte Schneidezahn vergrößert und konisch spitz (caniniform). Deutlich größer wurde der Eckzahn, am oberen befand sich zungenseitig eine erhöhte Rippe. Sowohl zu den Schneidezähnen als auch zum hinteren Gebiss bestand ein kurzes Diastema. Die Prämolaren besaßen einen einfachen Aufbau mit spitzen Zahnschmelzhöckern auf den Kauoberflächen. Auf den ersten beiden Prämolaren befanden sich zwei, auf den hinteren erhöhte sich ihre Anzahl. Die Größe der vorderen Backenzähne nahm nach hinten ebenfalls zu, einige Vertreter von Palaeosinopa wiesen zudem keine geschlossene Prämolarenreihe auf. Die Molaren besaßen einen typischen tribosphenischen Aufbau. Auf den Kauflächen der Unterkiefermolaren waren die höchsten Zahnhöcker zu einer charakteristischen Dreiergruppe angeordnet (Trigon) mit einer tiefen Rinne dahinter, gefolgt von zwei weiteren, aber deutlich kleineren Höckern (Talon). Zudem wiesen die Zähne hier größere Längen als Breiten auf. Im Oberkiefer standen zwei, mitunter eher gerundete Zahnhöcker an der Außenkante (Paraconus und Metaconus), der dritte Höcker (Protoconus) war weiter nach innen eingerückt und sehr hoch sowie spitz. Insgesamt waren die Mahlzähne im Oberkiefer charakteristisch für den tribosphenischen Aufbau, breiter als lang. Bezüglich des Kauflächenmusters wies Palaeosonopa eine starke Variation auf, da einige Formen im Laufe ihrer Stammesgeschichte eine Tendenz von sectorialen (spitzen) Höckern hin zu bunodonten (gerundeten) erkennen lassen. Die Größe der oberen Molaren bei großen Tieren lag bei etwa 5 mm Länge und 7 mm Breite.
Das Körperskelett von Palaeosinopa ist von mehreren Skelettfunden bekannt. Die Wirbelsäule bestand aus 7 Hals-, 13 Brust-, 6 Lenden-, 3 Kreuzbein- und 30 Schwanzwirbeln, die Anzahl der Schwanzwirbel ist damit geringfügig größer als bei Buxolestes. Vor allem der Axis, der zweite Halswirbel, war durch einen extrem langen Dornfortsatz gekennzeichnet. Die vorderen Wirbel der Schwanzwirbelsäule, besonders gekennzeichnet am 7. Wirbel, wiesen zudem flügelartig breite Querfortsätze auf. Der Oberarmknochen besaß kräftige Muskelansatzstellen und war mit einer Länge von 5,8 cm eher kurz und kräftig. Mit 6,6 cm etwas länger wurde die Elle, die zudem durch ein massives oberes Gelenk (Olecranon) gekennzeichnet war, das etwa ein Drittel der Gesamtlänge des Knochens einnahm. Wie bei Buxolestes war die Elle nicht mit der Speiche verwachsen. Der Oberschenkelknochen und das Schienbein erreichten mit 7,3 beziehungsweise 7,2 cm etwa die gleiche Länge. Am Femur bestand ein massiv großer Gelenkkopf und ein deutlich ausgeprägter dritter Trochanter am Schaft. Schien- und Wadenbein waren an den Enden nicht miteinander verwachsen und standen deutlich weit auseinander. Die Vorder- und Hinterfüße endeten in fünfstrahlige Hände und Füße, die eher urtümlich gestaltet waren. Der Mittelstrahl (III) der Vorder- und Hinterfüße besaß jeweils die größte Länge. Dabei übertraf der Fuß die Hand deutlich an Länge und Größe. So erreichte der dritte Metacarpus rund 2, der dritte Metatarsus 2,9 cm Länge. Weiterhin waren die Zehenglieder der Vorderfüße deutlich an den Seiten verschmälert und nicht so breit wie jene der Hinterfüße.

## Fossilfunde

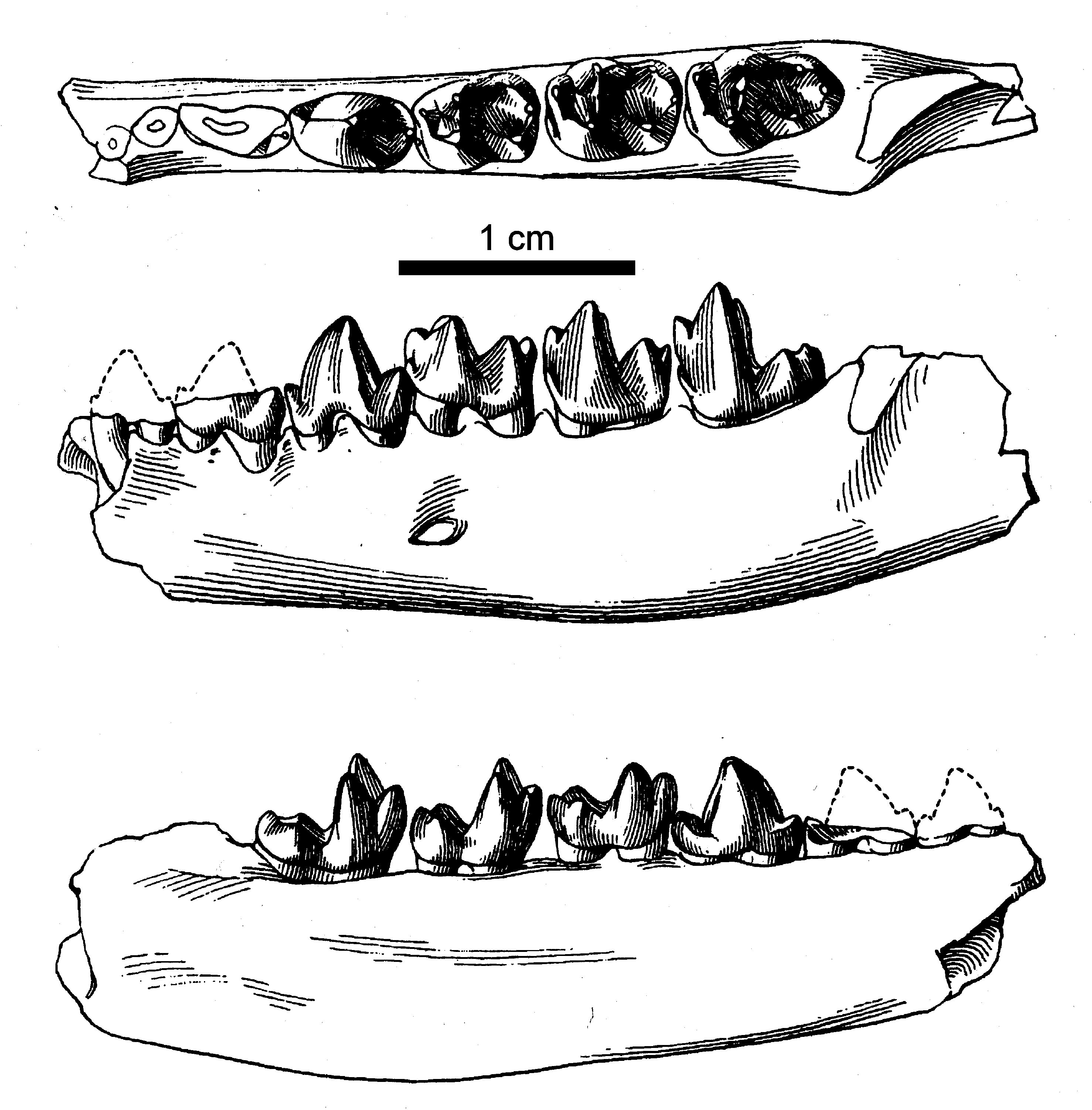
Unterkiefer von Palaeosinopa

Palaeosinopa ist aus dem Oberen Paläozän und dem Unteren Eozän vor 59 bis 48 Millionen Jahren in Nordamerika nachgewiesen. Eine große Fundkonzentration befindet sich dabei im Nordwesten der USA. Vor allem aus dem Bundesstaat Wyoming wurden zahlreiche Funde bekannt. Bedeutend ist dabei das Fossil Butte Member der Green-River-Formation im südlichen Wyoming. Hier wurden in einem fossilreichen Abschnitt drei nahezu vollständige Skelette entdeckt, von denen eins aber stärker disartikuliert ist. Eines der Skelette repräsentiert ein Jungtier und ist mit einem Schädel von 6,6 cm Länge deutlich kleiner als die anderen. Die Funde werden auf ein Alter von 50 bis 52 Millionen Jahren datiert und gehören damit in das Untere Eozän (lokalstratigraphisch der nordamerikanischen Faunenzone des Oberen Wasatchium und hierin dem Lostcabinian zugewiesen). Auch andere Bereiche der Green-River-Formation enthielten Funde von Palaeosinopa, diese liegen meist aber in Form von Zahnresten vor. Ähnlich fragmentiert sind Fossilreste aus der Wasatch-Formation, deren Ablagerungen sich teilweise mit denen der Green-River-Formation verzahnen. Bereits aus dem Oberen Paläozän der Hoback-Formation im zentral-westlichen Wyoming ist ein unvollständiger Schädel bekannt, der in der Dell Creek Quarry im Sublette County zum Vorschein kam. Weitere bedeutende Fossilfunde wurden in der Willwood-Formation des Bighorn-Beckens entdeckt. Diese umfassen mehrere hundert Fundobjekte, darunter verschiedene Schädel- und Gebissteile sowie zahlreiches postcraniales Skelettmaterial ebenso wie ein Teilskelett. Letzteres ist mit einer Datierung an der Basis des Unteren Eozäns (Unteres Wasatchium, beziehungsweise hierin Sandcouleean und Graybullian) das bisher älteste bekannte der Gattung. Allein drei Arten sind in der Willwood-Formation belegt. Zwei kleinere davon finden sich im eher unteren Bereich der Gesteinseinheit, eine größere streut dagegen stratigraphisch weiter. Aus dem Bighorn-Becken stammt außerdem das für die Beschreibung der Gattung verwendete Material, welches einen Ober- und Unterkiefer mit stark abgekauten Zähnen einschließt. Weiterhin konnten zahlreiche Funde, darunter auch Teile des Körperskelettes aus der untereozänen Wasatch-Formation im Powder-River-Becken zu Tage gefördert werden.
Aus der Roche Percée local fauna des südöstlichen Saskatchewan im westlichen Kanada ist ebenfalls von einer hohen Anzahl an isolierten Zähnen und zudem mehreren Unterkiefern berichtet worden. Sie entstammen einem Kohlebergwerk, in dem Ablagerungen der Ravenscrag-Formation aufgeschlossen sind und wurden weitgehend unter Wasser geborgen. Allerdings stellt die Kollektion mit mehr als 50 Fundobjekten eine der größten von Palaeosinopa aus dem Oberpaläozän vor rund 59 Millionen Jahren dar. Mit Besseocetor und Aatotomus kommen hier noch zwei weitere Vertreter der Pantolestiden vor, die aber durch deutlich weniger Fundmaterial repräsentiert werden. Abseits dieses Fundgebietes der Rocky Mountains stammen Funde einzelner Zähne sehr weit südlich aus der Red Hot local fauna der Ebenen der Golfküste des Bundesstaates Mississippi. Die Funde datieren in den Übergang vom Paläozän zum Eozän. Die nördlichsten Funde dagegen stellen jene der Margaret-Formation auf Ellesmere Island im arktischen Norden Kanadas dar, die wiederum einzelne Backenzähne umfassen. Das Alter der fossilführenden Schichten der Margaret-Formation reicht vom Unteren Eozän bis in den Übergang zum Mittleren Eozän.
In Europa ist Palaeosinopa nur aus dem Unteren Eozän überliefert. So wurde ein Unterkieferfragment mit den anhaftenden hinteren Backenzähnen aus dem Pariser Becken beschrieben, während aus dem nördlichen Frankreich mehrere isolierte Zähne vorliegen, unter anderem aus Prémontré im Département Aisne in Form eines einzelnen Molaren. Ein halbes Dutzend Zähne stammt weiterhin aus der bedeutenden Fundstelle von Dormaal in Belgien.

## Paläobiologie
Das Skelett von Palaeosinopa ähnelt dem seines europäischen Verwandten Buxolestes und ist generell robust mit kurzen Beinen und kräftigen Muskelansatzstellen. Insgesamt waren die Tiere aber deutlich größer und schlanker als Buxolestes und besaßen einen längeren Schwanz. Dadurch weist Palaeosinopa aber auch bestimmte Ähnlichkeiten zu heutigen Fisch- (Lutra) oder Neuweltottern (Lontra) auf, was auf eine semiaquatische Lebensweise schließen lässt. Diese Ähnlichkeiten werden unter anderem durch kräftige Dornfortsätze an den Halswirbeln und das massig ausgeprägte Hinterhauptsbein angedeutet, die auf eine gut entwickelte Nackenmuskulatur hinweisen. Weitere Anpassungsmerkmale an eine schwimmende Fortbewegung sind der kurze und breite Oberarmknochen, dessen Schaft leicht gedreht ist oder die Schwanzwirbel, die in der vorderen Schwanzhälfte stark verbreiterte Querfortsätze besitzen. Auch diese verweisen auf eine kräftige Muskulatur in diesem Bereich, wodurch der Schwanz durch Auf- und Abwärtsbewegungen oder durch seitliche Schlängelbewegungen das Schwimmen erleichterte. An den Gliedmaßen finden sich darüber hinaus nur wenige Hinweise auf eine semiaquatische Lebensweise. So sind die Hinterbeine deutlich länger als die Vorderbeine, was eher ein urtümliches Merkmal darstellt. Im Gegensatz zu heutigen semiaquatischen Schwimmern haben der Oberschenkelknochen und das Schienbein etwa die gleiche Länge, der Fischotter besitzt ein gegenüber dem Oberschenkelknochen längeres Schienbein, was die Hebelwirkung beim Paddeln erleichtert. Die hinteren Füße übertreffen die vorderen um 50 % an Größe. Sie zeigen damit eine wichtige Funktion beim Schwimmen an, da durch eine größere Ausprägung mehr Wasser beim Schwimmen verdrängt werden kann. Allerdings besitzen die Vorder- und Hinterfüße sehr breite Phalangen. Dieses Merkmal ist wiederum typisch für grabende Tiere wie etwa die Gürteltiere, jedoch besitzen diese als weitere Anpassung an diese Lebensweise gegenüber den hinteren größere Vorderfüße. Da aber die Elle ein besonders groß ausgeprägtes oberes Gelenk besitzt, dass analog bei den Gürteltieren auch auftritt, kann hier auf eine zumindest teilweise auch grabende Lebensweise geschlossen werden, wofür auch der länger ausgebildete dritte Zeh der Vorderfüße spricht. Insgesamt erscheint Palaeosinopa als ein fischotter- oder biberartiges Tier, das an Ufern von Teichen und Flüssen lebte, im Wasser auf Nahrungssuche ging und im Uferbereich wohl Schutzbaue anlegte.
Aus dem Magen-Darm-Bereich eines der vollständigen Skelette aus dem Fossil Butte Member stammen zahlreiche Knochenfragmente und kleine Knochenplättchen. Diese können weitgehend zu Diplomystus gestellt werden, einer dort sehr häufig auftretenden Fischgattung. Das zeigt an, dass Palaeosinopa sich eher räuberisch ernährte, was allerdings bereits aufgrund der Gebissstruktur mit den spitzhöckerigen Backenzähnen angenommen werden konnte. Ähnliche Befunde zur Ernährung sind auch von Buxolestes aus Europa bekannt. Andererseits sehen einige Forscher mit Verweis auf die nur moderat lange Schnauze und auf typische Abrasionsmuster an den Zähnen im Vergleich zu heutigen Seeottern auch eine gewisse Spezialisierung auf Weichtiere wie Muscheln. Aufgrund der Schädelstruktur mit der postorbitalen Einschnürung und einigen markanten Muskelansatzstellen wird eine sehr kräftige Muskulatur mit hoher Beißkraft rekonstruiert.

## Systematik

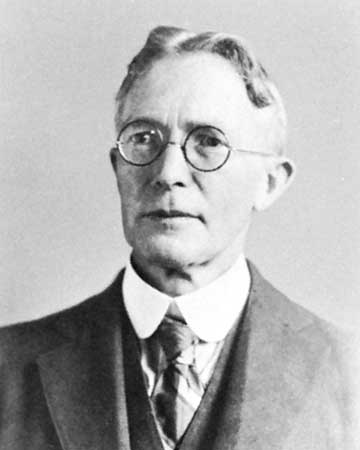
William Diller Matthew

Palaeosinopa ist eine Gattung aus der Familie der Pantolestidae. Die Pantolestidae waren urtümliche insektenfresserartige Tiere und kamen vom Mittleren bis Oberen Paläozän bis zum Unteren Oligozän in Nordamerika und Eurasien vor, sind aber auch im Übergang vom Paläozän zum Eozän im nördlichen Afrika nachgewiesen. Die inneren wie auch die äußeren Verwandtschaftsverhältnisse der Pantolestidae sind bisher nur unzureichend geklärt. Sie gelten häufig als Mitglieder der Unterordnung der Pantolesta innerhalb der Ordnung der Cimolesta, einer Gruppe früher insektenfresserartiger Säugetiere mit unter Umständen engerer Bindung an die Ferae. Andere Autoren verweisen die Pantolesta wiederum zu einer übergeordneten Gruppe namens Proteutheria, die in der Nahverwandtschaft der Insektenfresser gesehen wird. Allgemein werden Pantolesta als eher basal innerhalb der Höheren Säugetiere eingeschätzt. Eine Studie aus dem Jahr 2013 sieht engere Beziehungen zu den Leptictida und den Palaeanodonta. Innerhalb der Pantolestidae gehört Palaeosinopa zur Unterfamilie der Pantolestinae, deren Vertreter im Gegensatz zu denen der Pentacodontinae eindeutige Anpassungen an eine semiaquatische Lebensweise besitzen. In die nähere Verwandtschaft von Palaeosinopa können Pantolestes aus dem Mitteleozän Nordamerikas und Pagonomus aus dem Mittleren Paläozän sowie Buxolestes aus dem Mitteleozän Europas gestellt werden. Teilweise gilt Pagonomus, das unter anderem aus Walbeck in Sachsen-Anhalt überliefert ist, als synonym zu Palaeosinopa, allerdings wurde Pagonomus in der letzten Zeit wieder als eigenständige Gattung geführt. Der Ursprung der Pantolesta wird teilweise bei den Leptictida gesehen. Diese sind bereits aus der Oberen Kreide bekannt.
Im Laufe der Forschungsgeschichte wurden zahlreiche Arten beschrieben, weitgehend anerkannt sind folgende:
- P. aestuarium Beard & Dawson, 2009
- P. didelphoides Cope, 1881
- P. dorri Gingerich, 1980
- P. incerta Bown & Schankler, 1982
- P. lacus Gunnell, Zonneveld & Bartels, 2016
- P. lutreola Matthew, 1918
- P. nunavutensis Eberle & McKenna, 2002
- P. osborni Lemoine, 1891
- P. reclusum Rankin, 2014
- P. russelli Smith, 1997
- P. simpsoni Van Valen, 1967
- P. veterrima Matthew, 1901

Unklar ist die systematische Stellung von P. simpsoni, das von Leigh Van Valen 1967 aus der Art P. senior unter Aufspaltung des Fundmaterials in Paleotomus senior aus der Familie der Palaeoryctidae und P. simpsoni gebildet worden war. Allerdings wurde P. simpsoni im Jahr 1980 von Philip D. Gingerich wieder mit Paleotomus senior vereint und die Gattung zu den Pantolestidae verschoben. Jedoch ist P. simpsoni danach weiterhin als eigenständige Art geführt worden. Die am besten untersuchte Art ist P. didelphoides, von der allein drei vollständige Skelette aus dem Fossil Butte Member der Green-River-Formation bekannt sind, darunter das eines Jungtiers. Jungtiere zeigen gegenüber Alttieren eine deutlich stumpfere Schnauze, auch die Länge der Zahnreihen ist auffallend kürzer und die Diastemata fehlten, so dass sich diese Merkmale erst im ausgewachsenen Alter vollständig ausgebildet hatten. Dadurch besteht die Möglichkeit, dass einige nahe verwandte Arten, die lediglich aufgrund von Schädel- und Gebissmerkmalen beschrieben wurden, eventuell nur unterschiedliche Wuchsformen einer Art repräsentieren. Während alle übrigen Arten aus Nordamerika bekannt sind, stellen P. osborni und P. russelli die europäischen Vertreter dar.
Die ersten Funde von Palaeosinopa, unter anderem ein Fragment eines Unterkiefers, kamen aus dem Wind-River-Becken in Nordamerika zu Tage und wurden 1881 von Edward Drinker Cope zur Gattung Ictops gestellt, die er aber innerhalb der raubtierartigen Creodonta eingliederte. Die frühesten europäischen Funde sind vom Ende des 19. Jahrhunderts aus dem Pariser Becken überliefert und wurden 1891 von Victor Lemoine als zu Adapisorex gehörig beschrieben, einem ebenfalls insektenfresserartigen, frühen Säugetier. Erst Mitte der 1960er Jahre wurde die Zugehörigkeit zu Palaeosinopa erkannt. Die Erstbeschreibung der Gattung Palaeosinopa erfolgte im Jahr 1901 durch William Diller Matthew. Der Holotyp (Exemplarnummer FM 95) umfasst einen Ober- und Unterkiefer mit der erhaltenen hinteren Bezahnung vom jeweils zweiten Prämolaren bis zum letzten Molaren, allerdings sind die Zähne stark abgekaut. Der Fund stammt – zusammen mit weiteren assoziierten Kieferfragmenten – aus dem Bighorn-Becken und gehört dem Unteren Eozän an. Den Namen Palaeosinopa hatte Matthew aber bereits 1899 informell benutzt. Er verwies die Gattung in seiner Erstbeschreibung ebenfalls zu den Creodonta, in der heutigen Auffassung genauer zur Gruppe der Hyaenodonta. Auch stellte Matthew keine Beziehung zu dem damals schon bekannten, nahe verwandten Vertreter Pantolestes her. Genauere Vergleiche der beiden Gattungen ermöglichten aber erst neue Funde einer Expedition des American Museum of Natural History im Jahr 1903 ins Bridger-Becken im südwestlichen Wyoming, die zahlreiches Material von Pantolestes erbrachte. Im Jahr 1909 verwies Matthew daraufhin Palaeosinopa in einer kurzen Erwähnung zu den Pantolestidae. Umfangreichere Beschreibungen der Gattung seinerseits erfolgten 1918. Der Name Palaeosinopa bezieht sich auf die eher urtümliche (παλαιός (palaiós) ist griechisch für „alt“) Gestaltung der Backenzähne im Vergleich zu Sinopa, einer Gattung aus der Gruppe der Hyaenodonta, in dessen Nähe Palaeosinopa ursprünglich von Matthew gestellt wurde.